# QQ Telescopii
QQ Telescopii (QQ Tel / HD 185139 / HR 7461) es una estrella variable en la constelación de Telescopium situada en el límite con Sagitario. De magnitud aparente +6,25, se encuentra a 324 años luz de distancia del sistema solar.
QQ Telescopii es una estrella subgigante o gigante blanco-amarilla de tipo espectral F2IV con una temperatura superficial de 7500 K. Su radio es 2,6 veces más grande que el radio solar y su luminosidad es 28 veces mayor que la del Sol.
Perteneciente al grupo de las variables Delta Scuti o cefeidas enanas, QQ Telescopii muestra cambios en su luminosidad debidos a pulsaciones radiales y no-radiales en su superficie. Vega (α Lyrae) y Caph (β Cassiopeiae) son las estrellas más brillantes dentro de esta clase de variables. La variación en el brillo es pequeña y suelen existir múltiples períodos. La amplitud de la variación de QQ Telescopii es de 0,05 magnitudes y se conocen al menos dos períodos, de 94,1 y 115,7 minutos respectivamente.